# Thun-l'Évêque
Thun-l'Évêque é uma comuna francesa na região administrativa de Altos da França, no departamento do Norte. Estende-se por uma área de 5.69 km². Em 2010 a comuna tinha 765 habitantes (densidade: 134,4 hab./km²).